# أولاد امبارك (بني خلوف)
أولاد امبارك هو دُوَّار يقع بجماعة عين الصفا، عمالة وجدة أنكاد، جهة الشرق في المملكة المغربية. ينتمي الدوّار لمشيخة بني خلوف التي تضم 19 دوار. يقدر عدد سكانه بـ 53 نسمة حسب الإحصاء الرسمي للسكان والسكنى لسنة 2004.

## روابط خارجية
- البوابة الوطنية للجماعات الترابية
- المندوبية السامية للتخطيط